# Bulgarisches Jungengymnasium von Adrianopel

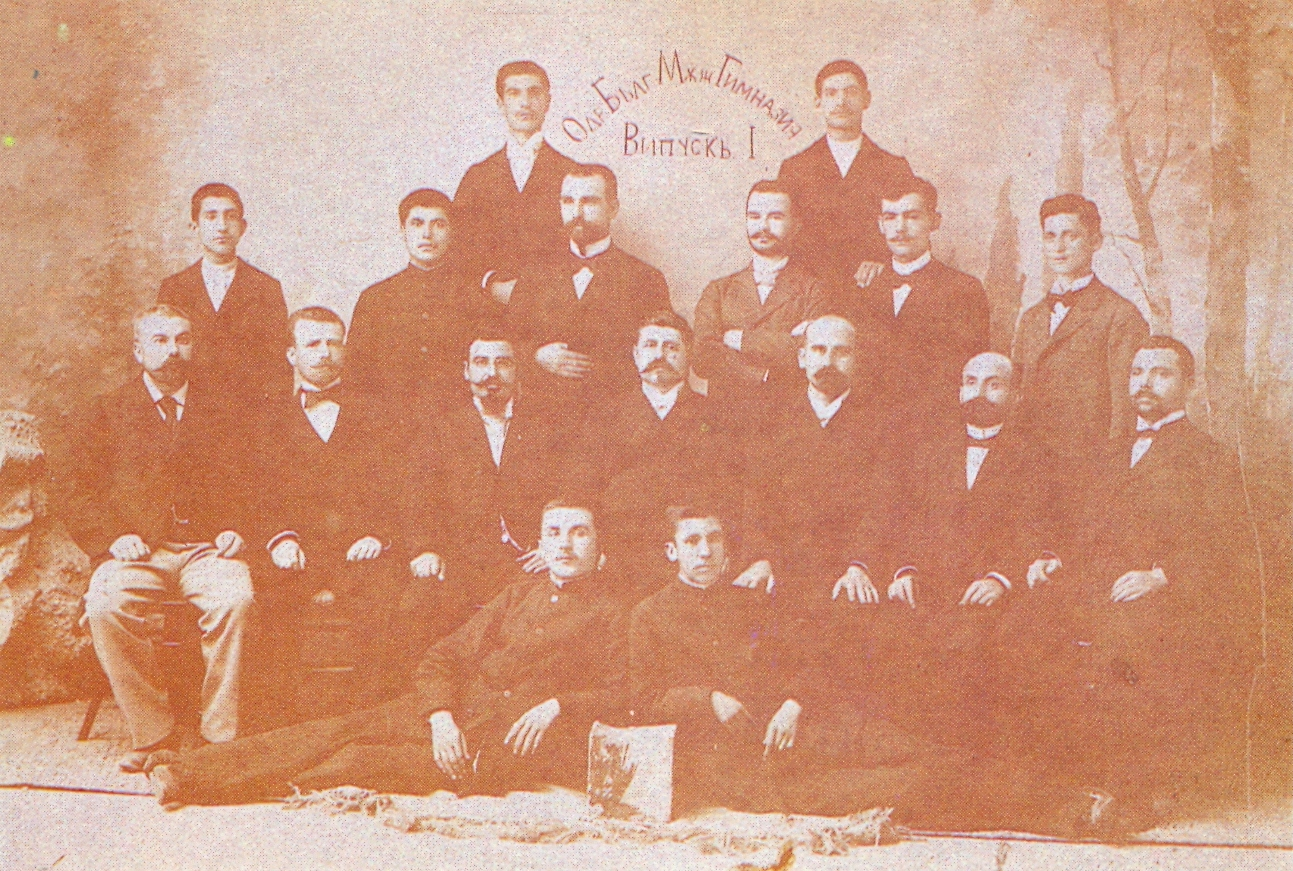
Erste Alumni der Schule, zusammen mit ihren Lehrern (1898–1899)

Das Bulgarische Jungengymnasium von Adrianopel „Dr. Petar Beron“ (bulgarisch Одринска българска мъжка гимназия Odrinska balgarska maschka gimnasija), wörtlich Bulgarisches Männergymnasium von Adrianopel, war eines der ältesten Gymnasien in der Stadt Adrianopel (bulgarisch Odrin, heute Edirne), welches zu seiner Zeit noch zum Großteil von thrakischen Bulgaren und osmanischen Griechen bewohnt war. Das Gymnasium war neben dem Plowdiwer Jungengymnasium, dem Bolgrader Gymnasium, dem Jungengymnasium von Thessaloniki und dem Aprilow-Gymnasium eine der wichtigsten bulgarischen Bildungsinstitutionen im Osmanischen Reich. Das Gymnasiuem trug den Namen des Aufklärers Petar Beron.

## Lage
Das Gebäude des Bulgarischen Jungengymnasiums befindet sich im westlichen, alten Teil Kaleiçi (heute Çavuşbey Mh) der heutigen Stadt Edirne an der Kreuzung der Mumcular Sokak Straße mit dem Boulevard Topkapi cadessi. Heute beherbergt das Gebäude den staatlichen türkischen Schulpansion Edirne Erkek Yetiştirme Yurdu.

## Geschichte
Gegründet wurde das ehemalige Gymnasium 1891 im damals osmanischen Adrianopel von der bulgarisch-orthodoxe Gemeinde der Stadt. Weitere Schulen der Bulgaren waren das Bulgarisch-katholisches Gymnasium, das Bulgarische Mädchengymnasium sowie das Bulgarisch-Katholisches Mädchengymnasium Marija Lurd.
Die Ursprünge des Gymnasiums gehen auf die, im Viertel Kaleto, 1846 eröffnete bulgarische Klosterschule. Erster Lehrer der Schule, die nach dem Lancaster-System unterrichtete, war Kalist Lukow, ein Schüler von Neofit Rilski. Die Schule wurde kurz danach von Griechischen Phanarioten im Brand gesetzt und Lukow aus der Stadt vertrieben. 1850 wurde die Schule wiederhergestellt und wiedereröffnet. Durch die Spende des bulgarischen Kaufmanns Najden Krastew konnte die Schule ein Jahr später als Klassenschule eröffnen. Weiter wurde die Schule durch den Nachlass des bulgarischen Aufklärers Petar Beron und den speziell dafür eingerichtete Fonds von Dr. Petar Beron für die Kosten des Bulgarischen Jungengymnasiums von Odrin (aus dem bulg. Фонд на д-р П.Берон за издържане на българска мъжка гимназия в Одрин) finanziert. Der Fonds wurde mit dem Erlös aus dem Verkauf einiger Ländereien von Beron im Fürstentum Rumänien gebildet.
Mit dem Schuljahr 1885/6 wurde die Schule zum Realgymnasium und ab dem 1891 zum reines Gymnasium mit 4 Klassenzüge. Seit 1896 trug die Schule den Namen des Aufklärers Petar Beron.
Das Jungengymnasium war das erste bulgarische Gymnasium in Ostthrakien und eines der einflussreichsten Bildungszentren in ganz Thrakien überhaupt. Unter den Gründern, Direktoren und Lehrern an der Schule waren zahlreiche notable Intellektuelle, Wissenschaftler und öffentliche Figuren der bulgarischen Freiheitsbewegung sowie bulgarische Politiker des 20. Jahrhunderts.
Nach den Balkankriegen 1912/1913 wurden die Bulgaren gewaltsam aus Thrakien vertrieben, und im Jahre 1913 endete der Schulbetrieb. Am 7. Oktober 1938 genehmigte das Bildungsministerium des Bulgarischen Zarenreiches, dass eine Schule in Swilengrad (früher Mustafa Pascha) den Namen des Jungengymnasiums von Adrianopel erhält.

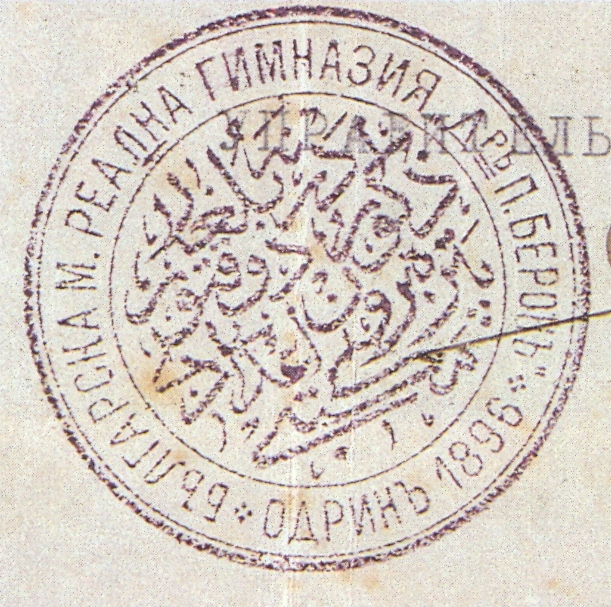
Der Siegel des Gymnasiums in Bulgarisch und Osmanischer Schrift

Zu den bekanntesten Schülern zählten:
- der Historiker Anastas Rasbojnikow
- der Geistliche, Boris Mitropolit von Newrokop
- der Freiheitskämpfer Angel Popkirow
- der Journalist Wladimir Burilkow
- der Schriftsteller Damjan Kalfow
- der Historiker Iwan Ormandschiew
- der Schriftsteller Konstantin Petkanow
- der Geistlicher Sofronij von Tarnowo, Mitropolit von Weliko Tarnowo